# Freemium
Freemium er et software-koncept, hvor hovedapplikationen er gratis, medens der er mulighed for at tilpasse/udvide softwarens funktionalitet ved at tilkøbe softwarepakker. Der er typisk tale om spil- eller smartphone-applikationer, der således består af to brugsniveauer: et basisniveau, der er gratis, og et premium niveau, som der betales for. Navnet freemium kommer ud af ordene free (gratis) og premium.

## Freemium spil
Et af de første eksempel på et Freemium spil er Candy Crush Saga, der blev lanceret af King til Facebook i 2012, og hvor det gælder om at placere farverige stykker slik i rigtige mønstre for at komme videre til næste level.
I juli 2016 blev Pokémon Go lanceret i Danmark. Spillet bygger på virtual reality, hvor man skal bevæge sig i den fysiske verden for at fange pokémoner. Spillet stiger i sværhedsgrad, jo længere man kommer og flere brugere meddeler, at man skal købe sig til ekstra udstyr når man kommer højt nok op i level, for fortsat at opnå en kontinuerlig fremgang i spillet.
Eksempler
- Candy Crush
- Pokémon Go
- Quiz Battle
- Angry Birds
- Clash of Clans